# ضدبنیادگرایی
نامبناگرایی (به انگلیسی: Anti-foundationalism یا non-foundationalism) به هر مکتب فلسفی‌ای اشاره دارد که رویکرد مبناگرایی در معرفت‌شناسی را رد کند. نامبناگرا کسی است که باور دارد هیچ اعتقاد پایه یا اصل اساسی‌ای (مانند بدیهیات) برای دانش وجود ندارد. دیدگاه نامبناگرایی در معرفت‌شناسی و همچنین الهیات وجود دارد. ‌دقت کنید که مبناگرایی که در اینجا به کار برده می‌شود با بنیادگرایی دینی اشتباه نشود. 
نامبناگرایی عقلانیت جریان پسامدرن است. فیلسوفان نامبناگرای پسامدرنی مانند نیچه، ویتگنشتاین، ویلیام جیمز، جان دیویی و پیرس، هرکدام با توجه به رویکرد فلسفی خود، جستجوی معنا و صدقِ جهان‌شمول را، که فیلسوفان مدرن از دکارت تا کانت به دنبالش بودند، به چالش کشیدند. نتیجه اینکه در این وضعیت دیگر دانش، پراکنده و از هم گسیخته، نامعین و ناجهان‌شمول شده بود. در واقع به نظر می‌رسد می‌توان ویژگی برجسته عقلانیت نامبناگرا را از بین بردن محوریت سوژه انسانی در عقلانیت و فهم و جایگزینی بافت و محیط به جای آن دانست.
نامبناگرایان را می‌توان به چند دسته تقسیم کرد، هرچند این تقسیم‌بندی کامل و بی‌نقص نیست: سوفیست‌ها، پراگماتیست‌ها (عمل‌گرایان) و شک‌گرایان.

## انتقادها
یکی از انتقاداتی که به نامبناگرایان شده‌است این است که آن‌ها تمام باورها را غیر از نامبناگرایی نقد می‌کنند! این انتقاد بر این اساس استوار است که در واقع ادعای نامبناگرایان جهان‌شمولی خودش را نقض می‌کند. چرا خودشان یک باور پایه برای دانش در نظر گرفته‌اند در حالی که مدعی‌اند هیچ باور پایه‌ای نباید برای دانش فرض گرفت.
منابع:
1. ↑  مشارکت‌کنندگان در ویکی‌پدیای انگلیسی
2. ↑  پورمحمدی، نعیمه؛ طالب حمید، ارتباط میان‌رشته‌ای علم و الاهیات: مشکل معرفت‌شناختی و راه‌حل پسامبناگرایی، پژوهش‌های ادیانی، بهار و تابستان 94، ص 115-135
3. ↑  http://www.public.asu.edu/~jvanasu/Anti-Foundationalism.htm